# レチクリン
レチクリン(reticuline)は、テンダイウヤク(Lindera aggregata)で見られる化合物である。アルカロイドの1種であり、アヘンでも見られる。

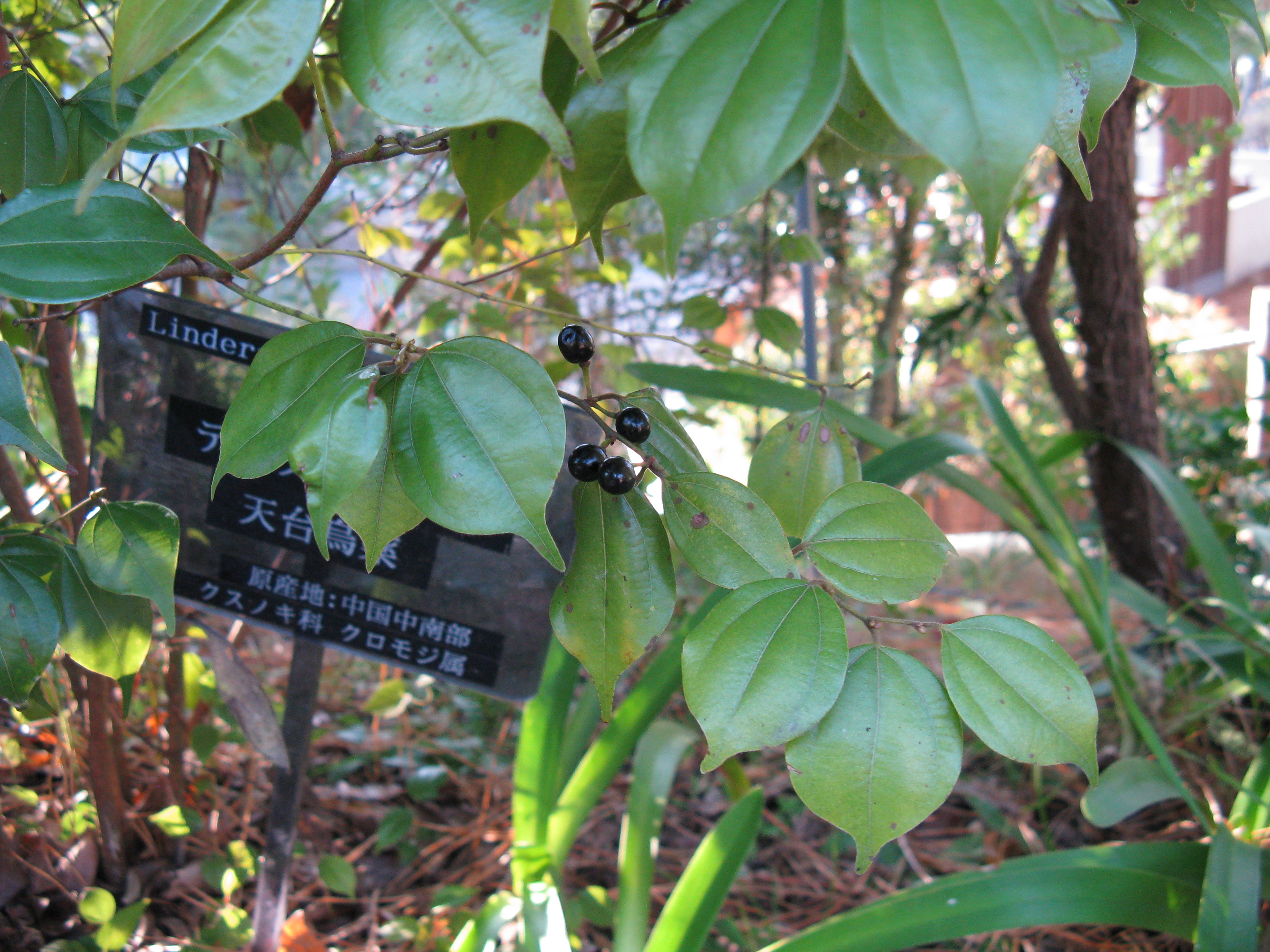
テンダイウヤク

## 代謝
- 3'-ヒドロキシ-N-メチル-(S)-コクラウリン-4'-O-メチルトランスフェラーゼ (EC 2.1.1.116)

S-アデノシル-L-メチオニン + 3'-ヒドロキシ-N-メチル-(S)-コクラウリン {\displaystyle \rightleftharpoons } S-アデノシル-L-ホモシステイン + (S)-レチクリン
- レチクリンオキシダーゼ (EC 1.21.3.3)

(S)-レチクリン + O2 {\displaystyle \rightleftharpoons } (S)-スクレリン + H2O2
- 1,2-デヒドロレチクリニウムレダクターゼ (NADPH) (EC 1.5.1.27)

(R)-レチクリン + NADP+ {\displaystyle \rightleftharpoons } 1,2-デヒドロレチクリニウム + NADPH + H+